# The Ultra Zone
The Ultra Zone - album studyjny amerykańskiego gitarzysty Steve’a Vaia. Wydawnictwo ukazało się 7 września 1999 roku nakładem wytwórni muzycznej Epic Records. Płyta dotarła do 121. miejsca listy Billboard 200 w Stanach Zjednoczonych.
Pochodząca z płyty kompozycja "Windows to the Soul" była nominowana do nagrody Grammy w kategorii Best Rock Instrumental Performance.

## Lista utworów
Opracowano na podstawie materiału źródłowego.
1. "The Blood and Tears" – 4:26
2. "The Ultra Zone" – 4:52
3. "Oooo" – 5:12
4. "Frank" – 5:09
5. "Jibboom" – 3:46
6. "Voodoo Acid" – 6:25
7. "Windows to the Soul" – 6:25
8. "The Silent Within" – 5:00
9. "I'll Be Around" – 4:57
10. "Lucky Charms" – 6:44
11. "Fever Dream" – 6:03
12. "Here I Am" – 4:12
13. "Asian Sky" – 5:34

## Twórcy
Opracowano na podstawie materiału źródłowego.

- Steve Vai - gitara elektryczna, gitara akustyczna, śpiew, produkcja muzyczna,
inżynieria dźwięku, aranżacje, muzyka, różne instrumenty
- Mike Keneally - instrumenty klawiszowe
- Mike Mangini - perkusja
- Robin Dimaggio - perkusja
- Gregg Bissonette - perkusja
- Philip Bynoe - gitara basowa
- Bryan Beller - gitara basowa
- John Sergio - gitara basowa
- Takashi Matsumoto - gitara
- Koshi Inaba - śpiew
- Duane Benjamin - puzon
- Andy Cleaves - trąbka
- Niels Bye Nielsen - orkiestracje
- Niels Nielson - sample
- Rina Bucollo - inżynieria dźwięku
- Manuel Gomes - inżynieria dźwięku
- Marcelo Gomes - inżynieria dźwięku
- Michael Lopez - inżynieria dźwięku
- Bernie Grundman - mastering
- Neil Zlozower - zdjęcia

## Listy sprzedaży
| Lista         | Kraj              | Pozycja |
| ------------- | ----------------- | ------- |
| Billboard 200 | Stany Zjednoczone | 121     |
| SNEP          | Francja           | 49      |